# 회색 늑대들
회색 늑대들(튀르키예어: Bozkurtlar)는 튀르키예의 극우 정치단체이자, 반공주의, 보수주의, 이슬람주의 운동으로 1969년부터 활동해 왔다.

## 같이 보기
- 범투란주의
- 메흐메트 알리 아자